# Međumolekulske sile
Međumolekulske sile (ili Van der Waalsove sile) su sile elektromagnetske prirode koje djeluju među molekulama neke tvari i atomima plemenitih plinova.
Molekularne sile ovise i o unutarnjoj energiji tijela. To znači da se povećanjem unutarnje energije povećavaju i molekularne sile. 

## Dipol-dipol interakcije
Dipolno-dipolna privlačenja postoje između polarnih molekula. Molekule ove vrste posjeduju trajni dipol i usmjeravaju se pod utjecajem električnog polja. Dipolno-dipolne sile uzrokuju privlačenja pozitivnih i negativnih polova susjednih dipolnih molekula. U kristalima polarnih molekularnih tvari, molekule su ustrojene na način koji određuju dipolno-dipolne sile. Za predviđanje stupnja polarnosti diatomnih molekula, kao i položaja pozitivnog i negativnog pola dipola može se iskoristiti razlika elektronegativnosti atoma koji grade molekulu. U svakoj od molekulâ, središnji atom je elektronegativniji od vezanih vodikovih atoma. Negativni pol svakog veznog dipola usmjeren je, stoga, prema središnjem atomu. U metanu, CH4 tetraedarski razmještaj četiriju polarnih veza C−H stvara nepolarnu molekulu − metan ne posjeduje dipolni moment. Središte pozitivnog naboja molekule, izvedenog iz razmatranja svih veza C−H, pada u središte ugljikovog atoma i podudara se sa središtem negativnog naboja molekule. S druge pak strane, trigonsko piramidna molekula amonijaka, NH3 je polarna s dipolnim momentom od 1,49 D. Tri polarne veze i nepodijeljeni elektronski par raspoređeni su tako da molekula ima dipol s negativnim polom usmjerenom prema vrhu trigonske piramide. Slično tomu, molekula vode, H2O, oblika slova V, polarna je s dipolnim momentom 1,85 D. Polarne veze i dva nevezujuća elektronska para pridonose neravnomjernom rasporedu elektronske gustoće, tj. stvaranju trajnog dipola s negativnim polom usmjerenim prema kisikovom atomu. 

## Londonove sile
Londonove sile (također i disperzijske sile) djeluju među nepolarnim molekulama. Ova privlačenja nastaju zbog kretanja elektrona u molekulama. U vrlo kratkom vremenu, elektronski oblak molekule može se iskriviti, pri čemu nastaje dipol, jer je jedan kraj molekula postao negativniji u odnosu na drugi. U sljedećem trenutku položaj pozitivnog i negativnog pola dipola promijenit će se zbog kretanja elektrona. Kroz dulje vremensko razdoblje (zbog izuzetno brzog kretanja elektrona izmjena dipola izuzetno je brza), učinci ovih trenutnih dipola poništavaju se, te nepolarna molekula ne posjeduje trajni dipolni moment. Ovakvom ponašanju, inače nepolarnih molekula, pridonosi činjenica što su jezgre, glede ogromne masene razlike elektrona i jezgre, izuzetno trome u odnosu na brzo pokretljive elektrone i dok potonji, svojim kruženjem mijenjaju svoj položaj, jezgre svoje zadržavaju. Međutim, ovi trenutni, kolebljivi dipoli induciraju uskladljive dipole, koji se u trenutku nastajanja, prostorno usmjeruju jedan prema drugom na isti način kao i trajni dipoli. Kretanje elektrona susjednih molekula je usklađeno. Privlačne sile među trenutnim dipolima predstavljaju Londonove sile. Najjače Londonove sile javljaju se između velikih, složenih molekula s velikim elektronskim oblacima koje je lako iskriviti ili polarizirati. 

## Vanjske poveznice
- Prirodoslovno-matematička škola E-škola kemije: Molekulske veze, što znate o tome? Odgovorila: Tanja Maričić, 1. veljače 2000.
- Prirodoslovno-matematička škola E-škola kemije: Što su Londonove sile i postoji li neka druga razlika između Van der Waalsovih i Londonovih sila osim što su podvrsta Van der Waalsovih? Odgovorio: Vladimir Stilinović
- Škola  Arhivirana inačica izvorne stranice od 22. lipnja 2016. (Wayback Machine) Međumolekulske sile
- Kemijsko-tehnološki fakultet u Splitu  Arhivirana inačica izvorne stranice od 28. listopada 2018. (Wayback Machine) Međumolekulske veze (sile)